# Bellitudo campae
Bellitudo campae là một loài côn trùng cánh nửa trong họ Aleyrodidae, phân họ Aleyrodinae.
Bellitudo campae được Russell miêu tả khoa học đầu tiên năm 1943.